# Nara (mesto)
Nara (japonsko 奈良市, latinizirano: Nara-ši, izgovorjava [naꜜɾa]) je glavno mesto prefekture Nara na Japonskem. Od leta 2022 ima Nara glede na World Population Review ocenjeno 367.353 prebivalcev, zaradi česar je največje mesto v prefekturi Nara in šesto največje v regiji Kansai na Honšuju. Nara je osrednje mesto v severnem delu prefekture Nara, ki meji na prefekturo Kjoto.
Nara je bila glavno mesto Japonske v obdobju Nara od leta 710 do 794 kot sedež cesarja, preden je bila prestolnica premaknjena v Kjoto. Nara je dom osmih templjev, svetišč in ruševin, zlasti Todai-dži, Saidai-dži, Kofuku-dži, Svetišče Kasuga, Gango-dži, Jakuši-dži, Tošodai-dži in palača Heidžo, skupaj s  pragozdom Kasugajama, skupaj tvorijo zgodovinske spomenike starodavne Nare na Unescovem seznamu svetovne dediščine.

## Zgodovina

### Pre-Nara in izvor
V Nari so številne megalitske grobnice ali kofun, vključno z Gosashi Kofun, Hišiage Kofun (ヒシアゲ古墳), Horaisan Kofun (宝来山古墳), Konabe Kofun (コナベ古墳), Saki Išizukajama Kofun (佐紀石yama), Saki Misasagijama Kofun (佐紀陵山古墳) in Uvanabe Kofun (ウワナベ古墳).
Z dekretom edikta z dne 11. marca 708 je cesarica Genmei dvoru ukazala, naj se preseli v novo prestolnico, Naro. Mesto, nekoč znano kot Heidžō ali Heidžo-kjo, je bilo leta 710 n. št. ustanovljeno kot prva stalna prestolnica Japonske; bila je sedež vlade do leta 784 n. št., čeprav s petletno prekinitvijo, ki je trajala od 741–45 n. št.  Heidžō kot »predzadnji dvor« pa je bila po ukazu cesarja Kanmuja leta 784 n. št. opuščena v korist začasne lokacije Nagaoka in nato Heian-kjo (sodobni Kjoto), ki je obdržala status prestolnice 1100 let, vse do cesarja Meidžija, ki se je dokončno preselil v Edo leta 1869 n. št. Ta prva selitev je bila posledica preoblikovanja dvora iz cesarskega plemstva v silo metropolitanskih elit in nove tehnike dinastične ločitve, ki je preoblikovala odnos med dvorom, plemstvom in državo. Poleg tega je starodavna prestolnica dobila ime po obdobju Nara.
Kot reakcionarni izraz politične centralizacije Kitajske je bilo mesto Nara (Heidžō) oblikovano po prestolnici Tang v Čanganu. Nara je bila postavljena na mrežo - ki je temeljila na sistemu Handen - kjer je bilo mesto razdeljeno s štirimi velikimi cestami. Podobno je bilo po kitajski kozmologiji mesto vladarja določeno kot zvezda pola. Z obvladovanjem prestolnice je vladar prinesel nebo na zemljo. Tako je proti jugu obrnjena palača s središčem na severu razpolovila starodavno mesto, uvedla coni 'desna prestolnica' in 'leva prestolnica'. Ker je Nara postala središče budizma na Japonskem in pomembno romarsko mesto, je mestni načrt vključeval različne templje iz obdobja pred Heidžō in Heidžō, od katerih Jakuši-dži in Todai-dži še vedno stojita. 
- Grobnica Gosaši

### Politike
Številni učenjaki so obdobje Nara označili kot čas kazenskega in upravnega pravnega reda. Kodeks Taihō je pozival k ustanovitvi upravnih sekt pod osrednjo vlado in se zgledoval po mnogih kodeksih iz kitajske dinastije Tang. Kodeks je sčasoma razpadel, vendar je bila njegova vsebina v veliki meri ohranjena v kodeksu Jōrō iz leta 718.
Prestolonasledniki v tem obdobju so se postopoma osredotočili z vojaških priprav na verske obrede in institucije, da bi okrepili svojo božansko oblast nad prebivalstvom.

### Religija in templji
Z ustanovitvijo nove prestolnice je bil Asuka-dera, tempelj klana Soga, preseljen v Naro. Cesar Šomu je ukazal zgraditi tempelj Tōdai-dži (največja lesena stavba na svetu) in največji bronasti kip Bude na svetu. Templji v Nari, znani pod skupnim imenom Nanto Šiči Daidži, so ostali duhovno pomembni tudi po selitvi politične prestolnice v Heian-kjo leta 794, kar je Nari dalo sinonim za Nanto (南都 »južna prestolnica«).
2. decembra 724 našega štetja, da bi povečala vizualno "veličastnost" mesta, je vlada ukazala plemičem in bogatašem prenoviti strehe, stebre in stene svojih domov, čeprav je takrat to bilo neizvedljivo.
Ogledovanje mesta Nara je postalo priljubljeno v obdobju Edo, v katerem je bilo objavljenih veliko zemljevidov za obiskovalce Nare. Med obdobjem Meidži je tempelj Kofuku-dži izgubil nekaj zemlje in njegovi menihi so bili spremenjeni v šintoistične duhovnike, ker je bil budizem povezan s starim šogunatom.
- Todai-dži  je budistični tempelj in največja lesena zgradba na svetu (8. stoletje)
- Jakuši-dži je bil dokončan leta 680
- Kofuku-dži je bil dokončan leta 669
- Houtokuji (grobnica klana Jagju)
- Svetišče Himuro, ustanovljeno leta 710

### Sodobna Nara
Čeprav je bila Nara glavno mesto Japonske od leta 710 do 794, je bila imenovana za mesto šele 1. februarja 1898. Nara se je od takrat razvila iz trgovskega mesta v obdobjih Edo in Meidži v sodobno turistično mesto zaradi velikega števila lokacij z zgodovinskimi templji, znamenitostmi in nacionalnimi spomeniki. Nara je bila decembra 1998 dodana na Unescov seznam svetovne dediščine. Arhitektura nekaterih trgovin, rjokan in umetniških galerij je bila prilagojena tradicionalnim trgovskim hišam.
Nara ima vsako leto tradicionalne festivale, vključno z Neri-Kujo Ešiki, spomladanskim festivalom, ki poteka v templju Todai-dži že več kot 1000 let; in festival Kemari, na katerem ljudje nosijo kostume, stare 700 let in igrajo tradicionalne igre).
Leta 1909 je Tacuno Kingo zasnoval hotel Nara, katerega arhitektura je združevala sodobne elemente s tradicionalnim japonskim slogom.
8. julija 2022 je nekdanjega japonskega premierja Šinza Abeja ustrelil Tecuja Jamagami z doma izdelanim strelnim orožjem v Nari med kampanjo. Trenutno poteka preiskava atentata.

## Geografija
Mesto Nara leži na severnem koncu prefekture Nara in neposredno meji na prefekturo Kjoto na severu. Mesto je od severa proti jugu dolgo 22,22 km. Kot rezultat zadnje združitve, ki je začela veljati 1. aprila 2005, ki je združila vasi Cuge in Cukigase z mestom Nara , mesto zdaj meji na prefekturo Mie neposredno na vzhodu. Skupna površina je 276,84 km².
Mesto Nara in več pomembnih naselbin (kot so Kašihara, Jamatokōrijama, Tenri, Jamatotakada, Sakurai in Goze ) so v kotlini Nara. Zaradi tega je najbolj gosto poseljeno območje prefekture Nara.
Središče mesta Nara je na vzhodni strani starodavne palače Heidžō in zavzema severni del tega, kar se je imenovalo Gekjō (外京), dobesedno območje zunanje prestolnice. Številni javni uradi (npr. občinski urad, vlada prefekture Nara, sedež policije itd.) so na Nidžō-ōdži (二条大路), medtem ko so poslovalnice večjih bank na Sandžō-ōdži (三条)大路), pri čemer obe aveniji potekata vzhod-zahod.
Najvišja točka v mestu je na vrhu Kaigahira-jame na nadmorski višini 822,0 m (okrožje Cugehajama-čo), najnižja pa v okrožju Ikeda-čo z nadmorsko višino 56,4 m).

### Podnebje
Podnebje prefekture Nara je na splošno zmerno, čeprav obstajajo opazne razlike med severozahodnim območjem kotline in preostalim delom prefekture, ki je bolj gorat.
Podnebje kotlinskega območja ima celinsko značilnost, ki se kaže v višji dnevni temperaturni razliki ter razliki med poletnimi in zimskimi temperaturami. Povprečne zimske temperature so približno 3 do 5 °C in od 25 do 28 °C poleti z najvišjimi odčitki, ki dosežejo blizu 35 °C. Od leta 1990 ni bilo niti enega leta z več kot 10-dnevnim sneženjem, ki ga je zabeležil lokalni meteorološki observatorij Nara.
Podnebje v preostalem delu prefekture je podnebje v višjih legah, zlasti na jugu, pri čemer je pozimi najnižja temperatura –5 °C. Poleti pogosto opazimo obilne padavine. Skupna letna količina padavin znaša kar 3000 do 5000 mm, kar je med najmočnejšimi na Japonskem in na svetu zunaj ekvatorialnega območja.
Spomladanske in jesenske temperature so zmerne in ugodne. Gorsko območje Jošino je že dolgo priljubljeno za opazovanje češnjevih cvetov spomladi. Jeseni so južne gore tudi priljubljena destinacija za opazovanje jesenskega listja.

### Demografija
Od 1. aprila 2017 je mesto ocenjeno na 359.666 prebivalcev in gostoto prebivalstva 1300 oseb na km². V Nari je živelo 160.242 gospodinjstev. Največja koncentracija gospodinjstev in prebivalstva, približno 46.000 oziroma 125.000, je v novejših mestnih četrtih, vzdolž črte Kintecu, ki se povezuje z Osako.
V mestu je bilo okoli 3000 registriranih tujcev, med katerimi sta dve največji skupini Korejci in Kitajci s približno 1200 oziroma 800 ljudmi.

## Znamenitosti in kultura

### Budistčni templji
- Todai-dži, vključno Nigacu-dō in Šosoin
- Saidai-dži
- Kofuku-dži
- Gango-dži
- Jakuši-dži
- Tošodai-dži
- Šin-Jakuši-dži
- Akišino-dera
- Bjakugo-dži
- Daian-dži
- Endžō-dži
- Enšō-dži
- Futai-dži
- Hanja-dži
- Hoke-dži
- Kikō-dži
- Rjōsen-dži
- Šōrjaku-dži

### Šintoistična svetišča
- Svetišče Himuro; ustanovljeno je bilo leta 710. Kamiji, ki so tukaj zapisani, so cesar Nintoku in Nukata no Onakacuhiko no Mikoto (額田大仲彦命). Glavni praznik svetišča je vsako leto 1. oktobra.
- Kasuga-taiša; to je svetišče družine Fudživara, ustanovljeno leta 768 n. št. in večkrat prezidano skozi stoletja. Notranjost je znana po številnih bronastih lučeh, pa tudi po številnih kamnitih lučeh, ki vodijo do svetišča.
- svetišče Tamukejama Hačiman; je svetišče Hačiman, posvečeno kamiju Hačimanu. Ustanovljen je bil leta 749. Kami, ki so tukaj zapisani, so cesar Odžin, cesar Nintoku, cesarica Džingu in cesar Čuai poleg Hačimana.

### Nekdanja cesarska palača
- Palača Heidžo je bila cesarska rezidenca v japonski prestolnici Heidžō-kjō (današnja Nara) v večjem delu obdobja Nara.

### Muzeji
- Narodni muzej Nara; znan je po zbirki budistične umetnosti, vključno s podobami, kipi in oltarnimi predmeti.
- Raziskovalno središče zakopanih kulturnih dobrin občine Nara; Center se ukvarja z izkopavanjem, raziskovanjem, ohranjanjem in promocijo arheološke dediščine območja ter upravlja razstavišče.
- Hiša za ohranjanje zgodovinskih materialov mesta Nara; objekt preiskuje, hrani in prikazuje stare dokumente in drugo zgodovinsko gradivo v zvezi z Naramachi (ならまち) in mestom Nara na splošno.
- Umetnostni muzej prefekture Nara; zbirka šteje okoli 4100 predmetov, pripravljajo pa tudi posebne razstave.
- Spominski muzej fotografij Irie Taikiči; Zbirka obsega celoten opus Irie Taikiči (1905 – 1992), približno 80.000 del; komplet 1025 steklenih plošč Meidži in Taišō Kudō Risaburō (工藤利三郎) (1848 – 1929), ki so registrirana opredmetena kulturna lastnina; in fotografije Cuda Jōho (津田洋甫) (1923 – 2014).
- Nakano muzej umetnosti; muzejska zbirka iz obdobja Meidži, Taišo in Šova, slogov joga, nihonge, kipov in bakrorezov.
- Muzej Neiraku vsebuje dela, ki jih je zbral Nakamura Džunsaku (1875-1953), ki je bil ustanovitelj vrta Isuien.
- Umetniški muzej Šohaku; zbirka obsega slike in skice Uemura Šōen, Uemura Šōkō (上村松篁) in Uemura Acushi (上村淳之), prirejene pa so tudi posebne razstave, ki spodbujajo spoštovanje sloga nihonge.
- Muzej japonske umetnosti Jamato Bunkakan namenjen ohraniti in prikazati zasebno zbirko Kintecu Corporation. Ta muzej azijske umetnosti hrani več kot dvajset tisoč predmetov kiparstva, keramike, laka, slik, grafik, tekstila in kaligrafije.

### Vrtovi
- Nekdanji vrtovi Daidžō-in (旧大乗院庭園)
- Vrt Isuien
- Kjūseki Teien
- Botanični vrt Manjo
- Jošiki-en
- Vrt perunik Yagyū, Nara (柳生花しょうぶ園)

### Drugo
- Naramačhi; nekdanje trgovsko okrožje Nara, kjer je več tradicionalnih stanovanjskih stavb in ohranjenih skladišč in je odprto za javnost
- Nara park, javni park v mestu; ustanovljen leta 1880 je eden najstarejših parkov na Japonskem
- Nara Hotel; je hotel s petimi zvezdicami. Hotel stoji na pobočju s pogledom na park Nara. Odprt je bil 17. oktobra 1909 in je eden najbolj zgodovinskih hotelov na Japonskem.
- Nacionalni raziskovalni inštitut za kulturne dobrine Nara je eden od dveh raziskovalnih inštitutov, ki sestavljata Nacionalni inštitut za kulturno dediščino. Je neodvisna upravna ustanova, ustanovljena leta 2001. Ustanovljena aprila 1952 kot del Državne komisije za varstvo kulturnih dobrin. Inštitut je razdeljen na oddelke za izkopavanje in restavriranje palače Asuka, palače Fudživara in palače Heidžō, zgodovinskih ostankov, vrtov in drugih arheoloških najdišč in za študij dokumentov iz zgodnje zgodovine Japonske.
- Jagjū, vas v bližini mesta Nara

## Jeleni v Nari
Po legendarni zgodovini svetišča Kasuga je bog Takemikazuči prispel v Naro na belem jelenu, da bi stražil novo zgrajeno prestolnico Heidžō-kjō. Od takrat so jeleni veljali za nebeške živali, ki ščitijo mesto in deželo.
Skozi mesto se sprehajajo krotki jeleni sike, zlasti v parku Nara. Leta 2015 je bilo v Nari več kot 1200 sik. Prodajalci prigrizkov obiskovalcem prodajajo sika senbei (krekerje za jelene), da jih lahko nahranijo. Nekateri jeleni so se naučili klanjati, da bi od ljudi prejeli senbei. 
- Jeleni v parku Nara (2012).
- Sike se poleti približujejo turistom v parku Nara.
- Sike v parku Nara

## V popularni kulturi
Nara je prikazana v animejih in mangah, Tonikava: Fly Me to the Moon.
Nara je navdihujoča lokacija za album This Is All Yours iz leta 2014 angleške indie rock skupine Alt-J

## Pobratena mesta

### Mednardno
Nara je pobratena z:
- Canberra, Avstralija
- Gjeongdžu, Gjeongsangbuk-do, Južna Koreja
- Toledo, Španija
- Versailles, Francija
- Šjan, Šaanši, LR Kitajska
- Jangdžov, Džjangsu, LR Kitajska

### Domače
- Dazaifu, Prefektura Fukuoka, Japonska
- Kōriyama, Prefektura Fukušima
- Obama, Prefektura Fukui
- Tagajō, Prefektura Mijagi
- Usa, Prefektura Ōita